# Loebell (Adelsgeschlecht)

Wappen derer von Loebell

Loebell, auch Löbell oder Leubel, ist der Name eines alten schlesischen Adelsgeschlechts. Die Familie, deren Zweige zum Teil bis heute bestehen, gelangte später auch in Polen und Kurland zu Besitz und Ansehen.
Keine Stammesverwandtschaft besteht zu dem aus Österreich kommenden Adelsgeschlecht von Löbl und der pommerschen Familie von Lepel bzw. Lepell, die auch unterschiedliche Wappen führen.

## Geschichte

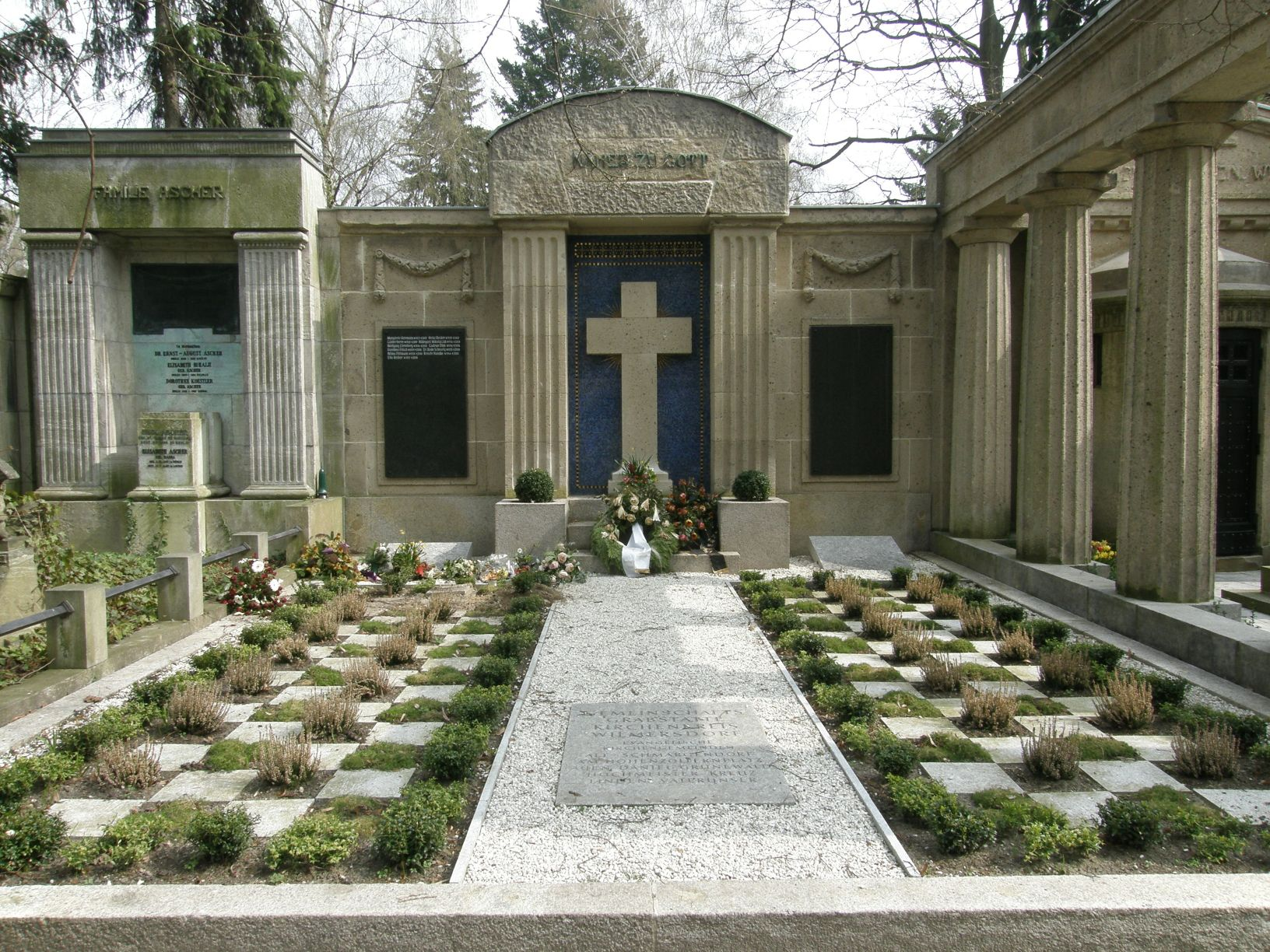
Wandgrab der Familie von Loebell auf dem Friedhof Wilmersdorf

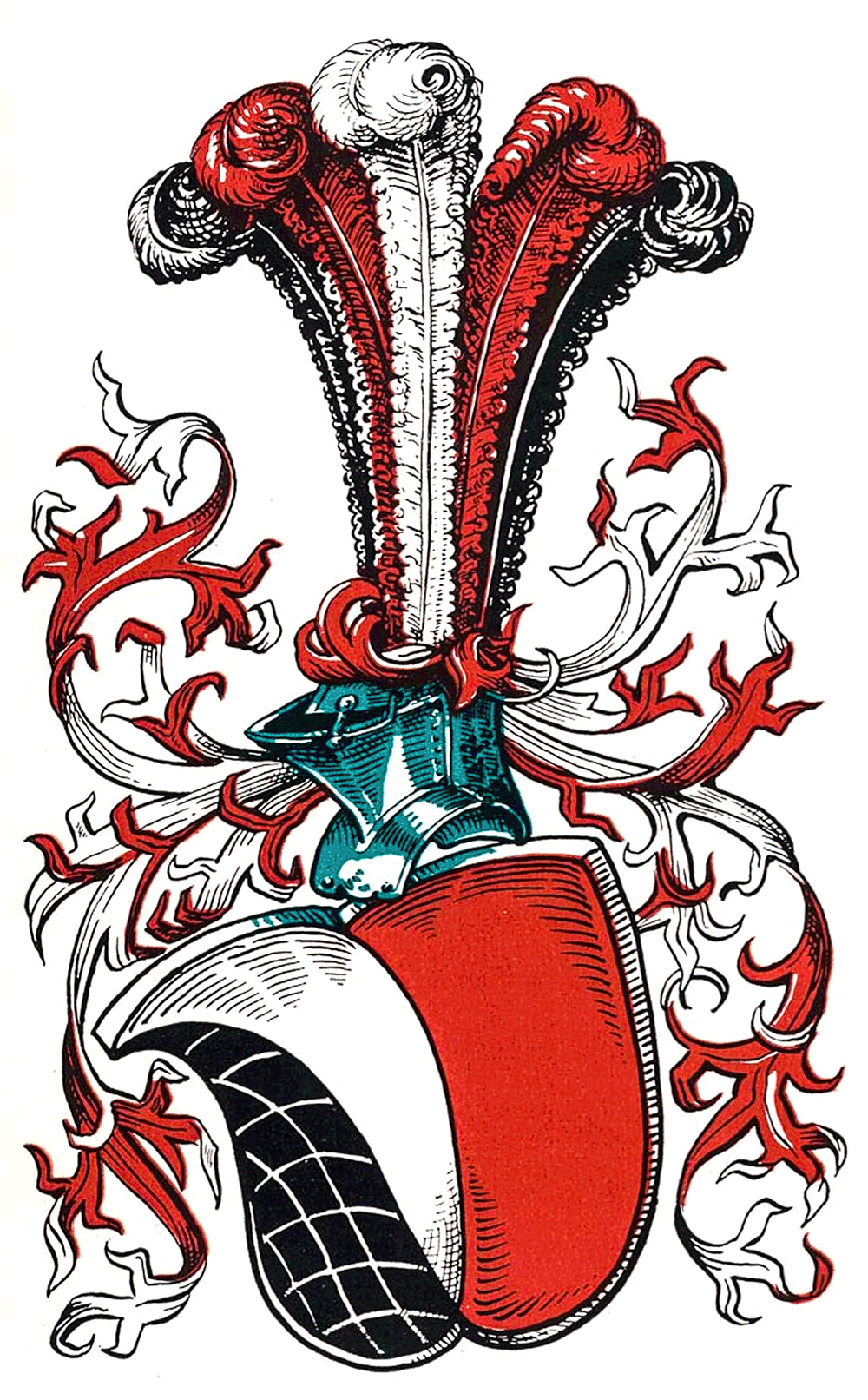
Wappen derer von Loebell (Rudolf Stein)

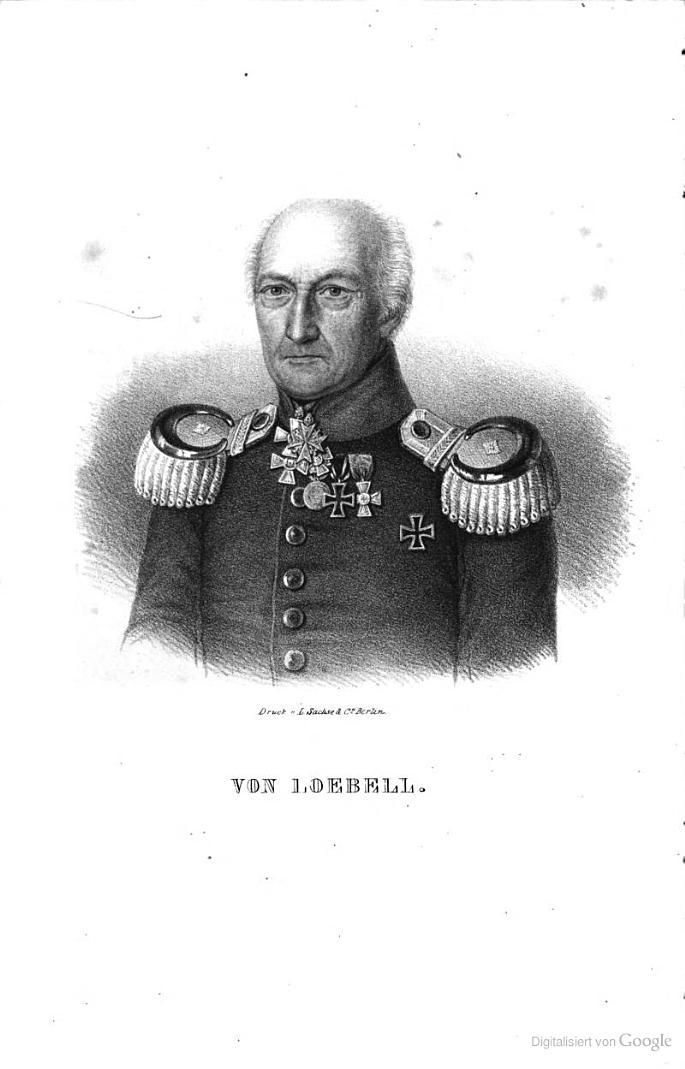
Ernst Friedrich Christian von Loebell

Erstmals erwähnt wird die Familie mit Fritzko von Lobel, der am 16. Juli 1290 urkundlich erscheint. Bereits 1368 saßen Angehörige der Familie zu Beltsch und Sandewald bei Guhrau in Niederschlesien, sowie 1450 zu Dober bei Sagan, 1460 zu Soritz, 1505 zu Obernigk unweit von Trebnitz und 1506 zu Koischkau bei Liegnitz.
Johann von Loebell genannt Leubel, Pastor zu Grösen, wurde am 17. Februar 1645 in die kurländische Ritterschaft aufgenommen. Dort war die Familie im 18. Jahrhundert zu Strusseln, Rinkuln, Sahlingen und Sachten und seit 1807 auch zu Puhnen begütert. Johann Sigismund von Loebell, späterer königlich polnischer Oberst und Kammerherr und Sohn des zuvor genannten Johann von Loebell, erhielt am 23. März 1676 das polnische Indigenat.
Zahlreiche Angehörige des Geschlechts dienten später als Offiziere in der Preußischen Armee. So unter anderem die aus zwei verschiedenen kurländischen Linien stammenden Karl Georg und Ernst Friedrich Christoph. Karl Georg von Loebell starb 1841 als Generalleutnant, Chef der Gendarmerie und Kommandant von Berlin. Ernst Friedrich Christoph von Loebell starb 1845 als Generalleutnant a. D. Ein bedeutender Vertreter der Familie aus jüngster Zeit war Friedrich Wilhelm von Loebell (1855–1931). Er wurde 1898 Reichstagsabgeordneter, 1907 Unterstaatssekretär und war von 1914 bis 1917 preußischer Innenminister. Er errichtete auch nach dem Tod seines Sohnes Dietrich eine Familiengrabanlage auf dem Friedhof Wilmersdorf in Berlin.

## Wappen
Das Wappen ist gespalten. Rechts von Silber und Schwarz schrägrechts geteilt, links Rot ohne Bild. Auf dem Helm mit rechts rot-silbernen und links schwarz-silbernen Helmdecken fünf (schwarz, rot, silbern, rot, schwarz) Straußenfedern.

## Bekannte Familienmitglieder
- Ernst Friedrich Christian von Loebell (1764–1845), preußischer Generalleutnant, Ritter des Pour le Mérite[1]
- Karl Georg von Loebell (1777–1841), preußischer Generalleutnant
- Heinrich von Löbell (1816–1901), preußischer Oberst, Schriftleiter des Militär-Wochenblattes
- Oswald von Loebell (1823–1898), preußischer Generalleutnant
- Arthur von Löbell (1848–1928), preußischer Generalleutnant und Militärschriftsteller
- Friedrich Wilhelm von Loebell (1855–1931), preußischer Innenminister
- Egon von Loebell (1879–1939), deutscher Offizier und Militärschriftsteller